# 사로크
사로크(사르데냐어: Sarrocu)는 이탈리아 사르데냐 주에 있는 칼리아리 광역시의 코무네로, 칼리아리에서 남서쪽으로 약 20 킬로미터 (12 mi) 떨어져 있다. 인구는 4,970명이다.
사로크는 다음 지방 자치체와 접해 있다: 아세미니, 카포테라, 풀라, 빌라 산 피에트로.
사로크의 인구는 페르다 에 살리(Perda e Sali)와 포르투 콜룸부(Portu Columbu) 지역의 관광객 유입으로 인해 여름철에는 약 10,000명으로 증가한다.

## 어원
이름의 기원은 알려져 있지 않다. 페니키아어 "샤라크"(Sharak)에서 유래하여 "포도송이"를 의미하거나, 마을을 지배하는 장엄한 바위를 가리키는 카탈루냐어 "사로크"(S'arroch)에서 유래했을 수도 있다.

## 인구 통계
| 연도 | 인구  | ±%     |
| ---- | ----- | ------ |
| 1861 | 1,198 | —      |
| 1871 | 1,150 | −4.0%  |
| 1881 | 1,142 | −0.7%  |
| 1901 | 1,350 | +18.2% |
| 1911 | 1,646 | +21.9% |
| 1921 | 1,680 | +2.1%  |
| 1931 | 1,742 | +3.7%  |
| 1936 | 1,807 | +3.7%  |

| 연도 | 인구  | ±%     |
| ---- | ----- | ------ |
| 1951 | 2,261 | +25.1% |
| 1961 | 2,710 | +19.9% |
| 1971 | 3,944 | +45.5% |
| 1981 | 4,968 | +26.0% |
| 1991 | 5,379 | +8.3%  |
| 2001 | 5,243 | −2.5%  |
| 2011 | 5,198 | −0.9%  |
| 2021 | 5,057 | −2.7%  |

## 경제
사로크에는 모라티 가문이 소유한 정유 회사 사라스 S.p.A.가 위치해 있다.
이 정유 공장은 유럽에서 가장 큰 곳 중 하나이며, 오염과 신재생 에너지원에 대한 공공 인센티브, 그리고 근로자 안전과 관련된 스캔들의 대상이 되었다. 2009년에는 이 정유 공장의 이야기를 바탕으로 한 다큐멘터리 오일이 이탈리아에서 검열을 받았다.